# آلبرت مارست
آلبرت مارست (انگلیسی: Albert Marcet؛ زادهٔ ۱۱ آوریل ۱۹۶۰) اقتصاددان و استاد دانشگاه اهل اسپانیا است.